# Bolko IV d'Opole
Bolko IV d'Opole (polonais : Bolko IV Opolski; né vers 1363/1367 – † 6 mai 1437), fut duc de Strzelce et de Niemodlin entre 1382 et 1400 conjointement avec ses frères comme corégents, duc d'Opole à partir de 1396 jusqu'en 1400 avec son frère comme corégent, excepté pour Olesno.

## Origine
Bolko IV est le second fils du duc Bolko III d'Opole et de son épouse Anne fille putative de Jean Ier le Scolastique duc d'Oświęcim. À l'époque de la mort de son père Bolko III en 1382 il est encore mineur et placé comme ses frères sous la régence de leur oncle paternel Ladislas II d'Opole. Bolko IV et ses frères ne reçoivent initialement que de petits domaines. L'ainé de la fratrie Jean Kropidło est rapidement destiné à une carrière ecclésiastique alors que du fait d'accords antérieurs Bolko IV reçoit le duché de Niemodlin après la mort d'un parent le duc Henri, mais sans le fief de Głogówek qui demeure entre les mains de Ladislas II d'Opole.
Les relations entre les neveux et leur oncle sont initialement bonnes. En 1383 Ladislas II d'Opole cède une partie de ses domaines et dix ans plus tard en 1393, en échange de leur aide dans le conflit qu'il engage avec le roi Ladislas II de Pologne, le duc d'Opole leur promet sa succession à l'exception du domaine de Głogówek qu'il assigne comme douaire ou Oprawa wdowia à sa seconde épouse Euphemia. Le conflit avec la Pologne est court mais violent et l'armée royale s'empare des cités de Strzelce et Opole. Le 6 aout 1396, les fils de Bolko III décident de conclure un accord avec le roi de Pologne qui accepte de leur donner conjointement la souveraineté sur Opole dont ils deviennent les corégents effectifs. Le duc Ladislas II se trouve relégué jusqu'à son décès en 1401 à un rôle de second plan dans le duché.

## Duc d'Opole
En 1400 Bolko IV et Bernard décident d'effectuer une division formelle de leurs possessions, leur frère ainé Jean Kropidło n'étant que duc titulaire du fait de ses fonctions religieuse et leur autre frère, Henri II, mort en 1394. Bolko IV reçoit Opole et Bernard Strzelce et Niemodlin. En 1401 Bolko IV renonce en faveur de son frère aux territoires récemment récupérés de Olesno et Lubliniec.
Bolko IV tente de maintenir des contacts étroits avec le roi des Romains Venceslas IV de Bohême. C'est pour cette raison que le 7 juillet 1402 le duc d'Opole se joint à la confédération des États de Silésie. En 1417 l'affaire de l'héritage de Ladislas II d'Opole revient à l'ordre du jour. Les ducs Jean Ier et Henri IX l'Aîné de Żagań-Glogau le réclament du droit de leur mère Catherine d'Opole, fille de Ladislas II d'Opole. Pour une raison inconnue la cour de justice de Prague du 2 juillet 1417 prononce une sentence totalement défavorable aux ducs d'Opole, requérant le retour de l'héritage aux duc de Żagań. Un an plus tard le 1er avril 1418, cette décision est confirmée par le roi Venceslas IV. Seule la mort soudaine du souverain moins d'un an après et l'incapacité des ducs de Żagań d'exploiter l'opportunité qui leur est offerte permettent à Bolko IV de conserver ses domaines.
Au cours des années suivantes et malgré les difficultés rencontrées précédemment avec le royaume de Bohême, Bolko IV entretient d'emblée des relations étroites avec le nouveau roi Sigismond de Luxembourg, qui lui promet un arrangement à l'amiable le 18 septembre 1421, si le duc d'Opole se range à ses côtés. Dans le cadre de cette coopération deux ans plus tard lors d'une assemblée tenue à Bratislava
et réunie pour aplanir les conflits entre le roi et Ordre Teutonique, Bolko IV et son frère Bernard reçoivent la cité de Sieradz et une partie de la Grande-Pologne. Cependant cet arrangement reste lettre morte, parce que peu après à Kežmarok la paix entre la Pologne et le roi de Bohême est conclue.
En 1424 Bolko IV et Bernard hérite de Głogówek après la mort d'Euphémia, la veuve de Ladislas II d'Opole qui contrôlait cette cité comme douaire (Oprawa wdowia); cependant à la fin de la même année il ne investit comme fief Bolko V le Hussite son fils ainé.
À la fin de la décennie 1420 la Silésie est bouleversée par les interventions des Hussites qui y mênent des incursions annuelles. Bolko IV se range au début dans le camp du roi Sigismond de Bohême en dépit du risque d'expéditions punitives des armées hussites dans ses domaines ; mais en 1428 il décide avec son frère Bernard de faire la paix avec les chefs hussites, sans obtenir pour cela de garantie sur la sécurité de ses possessions. Peu après Bolko IV se range de nouveau dans le camp du roi de Bohême et le 16 septembre 1435 les Hussites sont finalement expulsés de Silésie. Bolko IV meurt le 6 mai 1437 et il est inhumé dans l'enfeu ducal de l'église des Franciscains d'Opole.

## Union et postérité
Bolko IV épouse vers 1393/1400 Marguerite († 6 décembre 1437). Ils ont cinq enfants:
- Bolko V le Hussite ;
- Jean Ier ;
- Marguerite d'Opole (née vers 1412/1414 – † entre 15 janvier 1454 et le 6 mars 1455), épouse en 1423/1426 vers un 15 octobre le duc Louis III d'Oława ;
- Henri († 8 avril 1436);
- Nicolas Ier.

## Sources
- (de) Cet article est partiellement ou en totalité issu de l’article de Wikipédia en allemand intitulé « Bolko IV. (Oppeln) » (voir la liste des auteurs).
- (en) & (de) Peter Truhart, Regents of Nations, K. G Saur Münich, 1984-1988 (ISBN 359810491X), Art. « Oppeln + Strelitz », p.  2.453-2454 et « Beuthen (poln. Bytom) » p. 2448.
- (de) Europäische Stammtafeln Vittorio Klostermann, Gmbh, Francfort-sur-le-Main, 2004  (ISBN 3465032926),  Die Herzoge von Oppeln 1313-1532, und die Herzoge von Falkenberg 1313-1369 des Stammes der Piasten  Volume III Tafel 17.
- (de) Ludwig Petry, Josef Joachim Menzel (Hrsg.): Geschichte Schlesiens. Band 1: Von der Urzeit bis zum Jahre 1526. 5. durchgesehene Auflage. Thorbecke, Stuttgart 1988,  (ISBN 3-7995-6341-5), S. 190, 197, 199ff., 208, 211ff., 215.
- (de) Hugo Weczerka (Hrsg.): Handbuch der historischen Stätten. Schlesien. Kröner, Stuttgart 1977,  (ISBN 3-520-31601-3), Stammtafeln auf S. 596–597 (Kröners Taschenausgabe 316).
- (cs) Rudolf Žáček: Dějiny Slezska v datech. Libri, Praha 2004,  (ISBN 80-7277-172-8), S. 95, 96, 100f., 109, 112, 415, 430, 438, 440, 445.